# أبو القاسم جعفر بن محمد بن فسنجاس
أبو القاسم جعفر بن محمد بن فسنجاس كان رجل دولة إيرانيًا من عائلة فسنجاس التي خدمَت سلالة البويهيين.
وُلِد جعفر في بغداد سنة 965/966. كان ابنًا لأبي الفرج محمد، الذي كان يشغل منصب الوزير الفعلي (بدون اللقب الفعلي) في عام 963-967، ووزيرًا كاملًا في عام 970-971.
عيَّن الحاكم البويهي سلطان الدولة جعفر وزيرًا له في عام 1018/9، بعد هروب الوزير السابق الحسن بن فضل بن سهلان. لم يشغل جعفر منصبه إلا لفترة وجيزة، حيث قُبض عليه وعلى إخوته في خريف عام 1019.
تُوفي جعفر في خوزستان سنة 1029. كان لديه ابن يُعرف باسم ذي السعادات، والذي شغل منصب الوزير في عهد الحاكم البويهي أبو كاليجار حتى أُعدم في شباط 1049.